# Sargocentron seychellense
Sargocentron seychellense är en fiskart som först beskrevs av Smith och Smith, 1963.  Sargocentron seychellense ingår i släktet Sargocentron och familjen Holocentridae. Inga underarter finns listade i Catalogue of Life.